# Wieprz (gromada w powiecie żywieckim)
Wieprz – dawna gromada, czyli najmniejsza jednostka podziału terytorialnego Polskiej Rzeczypospolitej Ludowej w latach 1954–1972.
Gromady, z gromadzkimi radami narodowymi (GRN) jako organami władzy najniższego stopnia na wsi, funkcjonowały od reformy reorganizującej administrację wiejską przeprowadzonej jesienią 1954 do momentu ich zniesienia z dniem 1 stycznia 1973, tym samym wypierając organizację gminną w latach 1954–1972.
Gromadę Wieprz z siedzibą GRN w Wieprzu utworzono – jako jedną z 8759 gromad na obszarze Polski – w powiecie żywieckim w woj. krakowskim, na mocy uchwały nr 32/IV/54 WRN w Krakowie z dnia 6 października 1954. W skład jednostki wszedł obszar dotychczasowej gromady Wieprz ze zniesionej gminy Cięcina w tymże powiecie. Dla gromady ustalono 25 członków gromadzkiej rady narodowej.
30 czerwca 1960 do gromady Wieprz przyłączono obszar zniesionej gromady Juszczyna oraz wieś Brzuśnik z gromady Cięcina.
Gromada przetrwała do końca 1972 roku, czyli do kolejnej reformy gminnej. 1 stycznia 1973 utworzono gminę Radziechowy-Wieprz z siedzibą organów gminy w Wieprzu.